# Jassidophaga abscissa
Jassidophaga abscissa är en tvåvingeart som först beskrevs av Thomson 1869.  Jassidophaga abscissa ingår i släktet Jassidophaga och familjen ögonflugor. Inga underarter finns listade i Catalogue of Life.